# Jonas Fridelius
Jonas Petri Fridelius, född 19 juni 1702 i Rogslösa socken, död 24 juni 1766 Hannäs socken, var en svensk präst och "psykolog".
Jonas Fridelius var son till bonden Per i Friberga by. Han inskrevs 1720 vid Linköpings gymnasium och 1723 vid Lunds universitet. 1732 avlade han prästexamen och prästvigdes. 1737 blev Fridelius komminister i Hannäs socken. Han blev 1756, tydligen utan dissertation promoverad till filosofie magister vid Greifswalds universitet och avlade 1759 pastoralexamen. Fridelius verkar som präst varit inblandad i ständiga konflikter med andra präster och överordnade. Han är främst känd för sin "psykiatriska" verksamhet. Tabellkommissionen hade i brist på läkare anbefallt landsbygdens präster att vinnlägga sig om att ägna sig åt sjukvård, och de som visade sig skickligast skulle få förtur vid befordran. Fridelius, som sedan 1740-talet sysslat med en huskur mot "ursinne" fick befallning att resa till Vadstena hospital för att kurera de intagna där. Hans kur som väckt uppmärksamhet genom berättelser om framgångsrika resultat visade sig dock fungera varken bättre eller sämre än den vanliga samtida mentalvården.